# Mairie de Montreuil (Métro Paris)

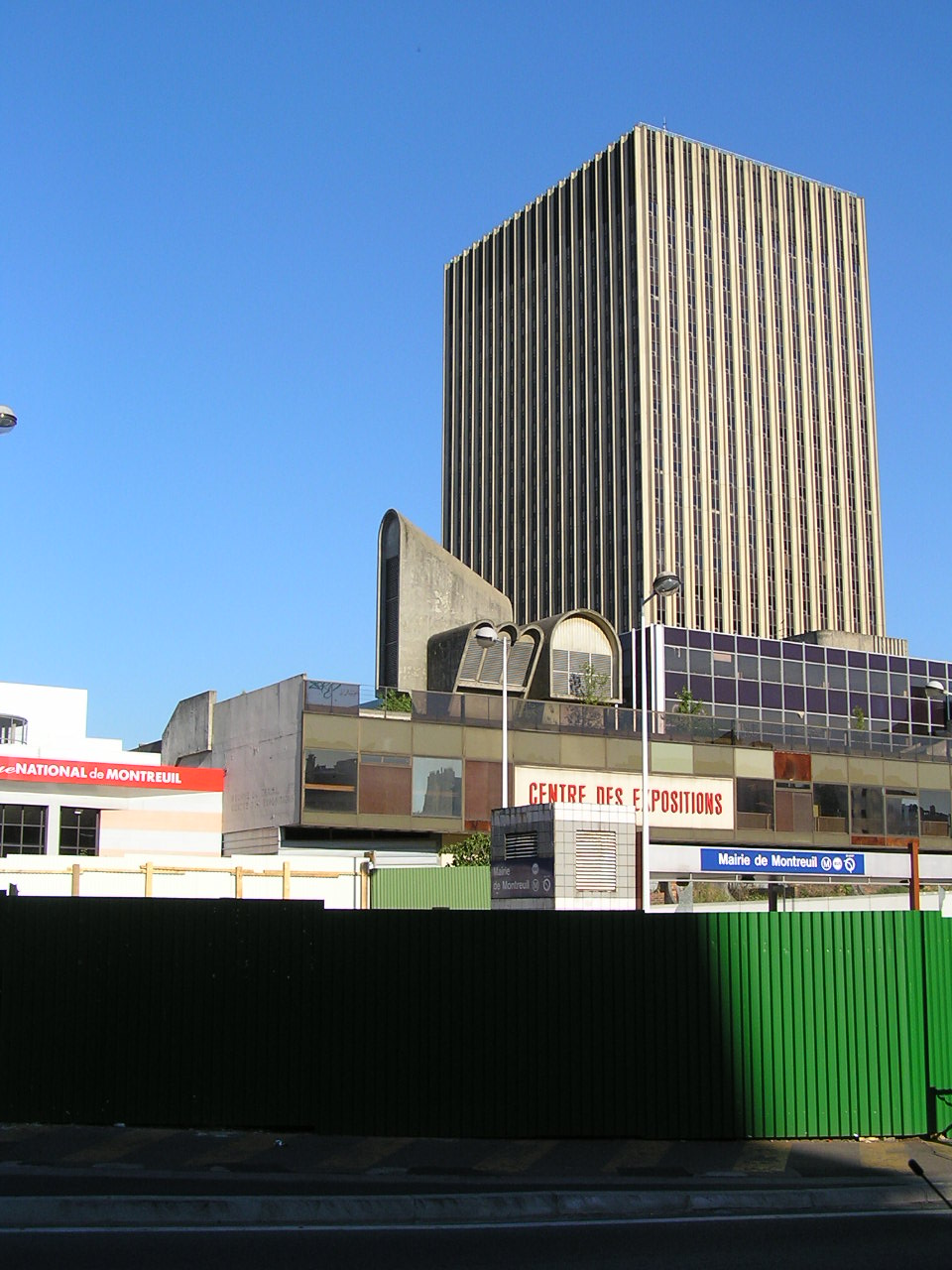
Einer der Zugänge zur Station

Mairie de Montreuil ist eine unterirdische Station der Pariser Métro. Die Station befindet sich unterhalb des Boulevard Rouget de Lisle im Pariser Vorort Montreuil und wird von der Métrolinie 9 bedient.
Die Station wurde am 14. Oktober 1937 in Betrieb genommen, als der letzte Abschnitt der Linie 9 von der Station Porte de Montreuil bis zur Station eröffnet wurde. Seitdem ist die Station östlicher Endpunkt der Linie 9.